# TCF4
TCF-4 (от англ. Transcription factor 4) или Фактор транскрипции 4, также известный как фактор транскрипции иммуноглобулина 2 (ITF-2), представляет собой белок, который у человека кодируется геном TCF4, расположенным на хромосоме 18q21.2. 

## Функция
Белок TCF4 действует как фактор транскрипции, который связывается с мотивом усилителя иммуноглобулина mu-E5/kappa-E2. TCF4 активирует транскрипцию путём связывания с E-боксом (5’-CANNTG-3 ’), обычно обнаруживаемым на SSTR2-INR или инициаторном элементе рецептора 2 соматостатина. TCF4 в первую очередь участвует в неврологическом развитии плода во время беременности, инициируя нейральную дифференцировку путем связывания с ДНК. Он обнаруживается в центральной нервной системе, сомитах и предшественнике гонад на ранних этапах развития. На более поздних этапах развития его находят в щитовидной железе, тимусе и почках, тогда как во взрослом возрасте TCF4 может быть обнаружен в лимфоцитах, мышцах, зрелых нейронах и желудочно-кишечной системе.

## Клиническое значение
Мутации в TCF4 вызывают синдром Питта — Хопкинса (PTHS). Эти мутации приводят к тому, что белки TCF4 не связываются должным образом с ДНК и не контролируют дифференцировку нервной системы. В большинстве изученных случаев мутации были de novo, то есть это была новая мутация, не обнаруженная у других членов семьи пациента. Общие симптомы синдрома Питта-Хопкинса включают широкий рот, желудочно-кишечные проблемы, задержку развития мелкой моторики, проблемы с речью и дыханием, эпилепсию и другие дефекты головного мозга.